# Be★らぼ!
Be★らぼとは、山形大学理学部の栗山恭直教授が毎月一回山形県内にある中学校に出向いて科学の楽しさを実験を通して中学生に伝えるラジオ番組。2009年から始まった。2011年の東日本大震災の後は担当アナウンサーの移動もあり、半年放送を休んだ。2011年の10月から放送を開始した。Be★らぼはその時からの番組の名前である。2024年の12月の山形市立山寺中学校で訪問した学校の数は149校を数え、途中山形大学の理系の女性研究者の紹介する回を含めると180回を超え、エフエム山形の長寿番組である。
実験後にはエフエム山形のアナウンサーが生徒にインタビューをして感想などを聞き番組内で放送する。番組の最初にはBeラボ山大サイエンスカーと生徒が声をそろえて叫ぶ。最近は、番組のタイトルコールから訪問した学校名に変わった。